# Пчёлка (Херсонская область)
Пчёлка (укр. Пчілка) — село в Генической городской общине Генического района Херсонской области Украины.
Население по переписи 2001 года составляло 45 человек. Почтовый индекс — 75542. Телефонный код — 5534. Код КОАТУУ — 6522182505.

## Местный совет
75542, Херсонская обл., Генический р-н, с. Озеряны, ул. Ленина, 61